# Radio 4 de RNE
Radio 4 de Radio Nacional de España fue una cadena de 24 emisoras en frecuencia modulada de ámbito autonómico. Actualmente, solamente se mantiene activa la emisora en Cataluña, bajo el nombre de Ràdio 4.
Originalmente, la cadena de emisoras fue creada el 24 de julio de 1988 con la reconversión de Radiocadena Española, aunque sus emisiones empezaron el 1 de enero de 1989. Hasta ese momento, habían existido dos experiencias de la cadena, Ràdio 4, en Cataluña (desde 1976), y Radio Catro, en Galicia (desde 1985).
En las Islas Baleares y Comunidad Valenciana, donde empezó a emitir el mismo día que la autonómica Canal 9 Ràdio, se emetían programas en catalán en común con Ràdio 4, cuyo primer programa conjunto fue el musical Àrea Mediterrània, presentado por el poeta Joan Manresa i Martorell, y producido desde Ràdio 4 Balears para Cataluña, Comunidad Valenciana y Baleares. Hasta el 22 de diciembre de 1990, la cadena tuvo dos emisoras más en Madrid: Radio 4 Canal Pop (88.2 FM), y Radio 4 Compás (90.3 FM), derivadas de Radiocadena Pop y Radiocadena Compás, respectivamente.
Las emisiones de la cadena cesaron el 25 de julio de 1991, a las ocho de tarde, conectando desde ese momento con la programación de Radio 1 de RNE; con la excepción de Ràdio 4 en Barcelona y Radio 4 en Sevilla que mantuvieron su actividad durante un año más para cubrir la información de los Juegos Olímpicos y la Expo respectivamente.
La dirección de RTVE justificó la suspensión de la actividad en Radio 4 debido a la baja  audiencia que, según el EGM (Estudio General de Medios) era de 168.000 oyentes (de los cuales 38.000 en Cataluña y 35.000 en Galicia respectivamente) en la tercera oleada de 1990 y los escasos ingresos percibidos por publicidad. Según el director de RNE, Fernando G. Delgado, el cierre de Radio 4 supuso un ahorro de 1.795 millones de pesetas, una recuperación teórica de valores por 117 millones y la renuncia obligada a unas inversiones de 2.500 millones en caso de haberse mantenido las emisiones. Radio 4 contaba con una plantilla de 274 trabajadores, de los cuales 154 eran fijos y 34 eran contratados. Estuvo dirigida por José Antonio Visuña Sánchez (1988 - 26/04/1991) y Rosario Sacristán Salgado (exdirectora de Radio 4 en la Comunidad de Madrid) hasta el desmantelamiento. 

## Frecuencias
En el segundo semestre de 1991, RTVE realizó acuerdos de cesión con los Ayuntamientos (de población inferior a 60.000 habitantes) y otras instituciones públicas que querían crear sus propias emisoras locales. En ningún caso pudieron ser enajenadas porque son una concesión y un patrimonio público del Estado.
Alcañiz, Algeciras, Almansa, Aranda de Duero, Barbastro, Béjar, Benavente, Cabra, Calahorra, Caspe, Éibar, Fraga, Gijón, Huesca, Igualada, Jerez de la Frontera, Miranda de Ebro, Monforte de Lemos, Plasencia, Pontevedra, Ronda, Sama de Langreo, Segovia, Socuéllamos, Tárrega, Tortosa, Tarragona, Tudela, Ulldecona, Utiel y Vigo.

## Logotipos de Radio 4 de RNE
| 1989 - 1991 | 1989 - 1991 |
| ----------- | ----------- |